# Višera (romanzo)
Višera è un romanzo autobiografico di Varlam Šalamov. Šalamov lo definisce un antiromanzo, che descrive i tre anni di lavori forzati da lui trascorsi nel gulag di Višera, negli Urali.

Composto negli anni settanta, fu pubblicato nel 1998 dagli eredi di V. Šalamov, e ristampato da Adelphi nel 2010 (trad. di Claudia Zonghetti). Il testo è introdotto da Roberto Saviano, che definisce lo stile narrativo dell'autore e la natura profonda dell'opera come manuale di sopravvivenza "sulla possibilità di essere uomini, nonostante tutto" (p. 15).